# 960 Birgit
960 Birgit је астероид главног астероидног појаса са средњом удаљеношћу од Сунца која износи 2,248 астрономских јединица (АЈ). 
Апсолутна магнитуда астероида је 12,9 а геометријски албедо 0,044.